# ミイラ肖像画

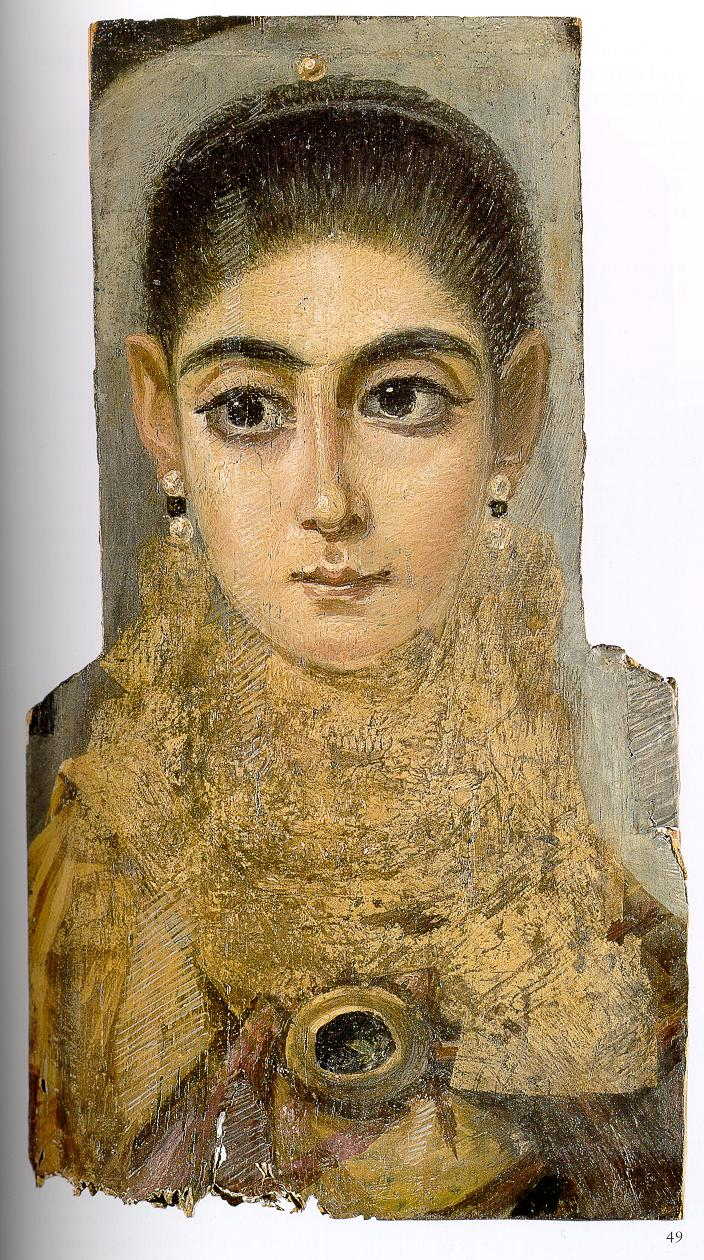
若い女性が描かれた2世紀のミイラ肖像画。ルーヴル美術館所蔵。

ミイラ肖像画（ミイラしょうぞうが）、またはミイラの肖像画（阿: أحدث التغييرات）は、エジプトの古代末期ごろから死者のミイラとともに埋葬された、埋葬者の肖像画。木の板に描かれた伝統的な板絵に属する絵画作品で、自然主義的なその作品は、古代美術としてはきわめて優れた分野のひとつとみなされている。

## 概要
ミイラ肖像画はエジプト各地で発見されているが、ファイユームのハワーラ (en:Hawara) とアンティノポリス (en:Antinoopolis) から出土した肖像画がとくによく知られており、ミイラ肖像画の総称として「ファイユームのミイラ肖像画」と呼ばれることもある。死者に麻やパピルスを貼り付けて石膏で固め、その上から肖像や装飾を描く風習はエジプト第1中間期まで遡ることができるが、ミイラ肖像画はエジプトが古代ローマ帝国の属州だった、紀元前1世紀ごろから発展した風習である。
紀元前1世紀から1世紀前半にかけてミイラ肖像画が盛んに描かれたが、この風習がいつごろから見られなくなったのかは明確になっていない。近年の研究では、3世紀半ばごろまでミイラ肖像画が描かれていたのではないかとされている。希少な現存する古代の優れた絵画作品として、ミイラ肖像画は最大の規模を誇り、その後のエジプト国内の初期キリスト教時代（コプト美術 (en:Coptic art) のみならず、ビザンティン美術や中世以降の西洋美術における板絵へと、その伝統を伝えていった。
ミイラ肖像画は、埋葬のためにミイラ化された死者の顔部分におかれていた。出土したときの状況から、埋葬者の身体に巻きつけられていた帯状の布に差し込まれていたと考えられている。現在世界各地に所蔵されているミイラ肖像画は、もともとのミイラから外されて保管されているが、カイロのエジプト考古学博物館、ロンドンの大英博物館では、ミイラと共に出土時の状態で所蔵されている。単独の人物の頭部、ないし頭部から胸部が、正面を向いた構図で描かれているものがほとんどである。美術史的な観点からすると、エジプト美術ではなく古代ギリシア・ローマの美術様式から派生したものである。
ミイラ肖像画は、その制作技法で二つに大別できる。蜜蝋を用いたエンカウスティークと鶏卵を用いたテンペラで、エンカウスティークで描かれた肖像画に優れた作品が多い。現存するミイラ肖像画としておよそ900点が知られており、それらの多くがファイユームの共同墓地から出土したものである。エジプトの暑く乾燥した気候の影響で作品の保存状況は非常に良好であり、往時の美しい色彩を留めている。

## 歴史

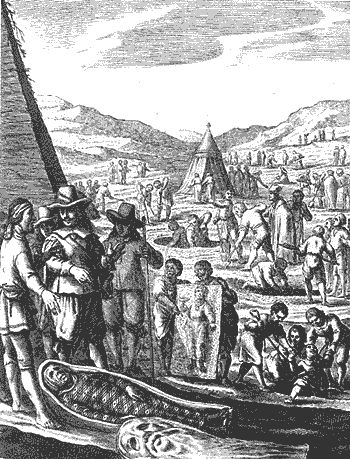
ピエトロ・デッラ・ヴァッレによるミイラ発掘の様子を想像で描写した版画。

### 18世紀以前
1615年に、イタリア人探検家ピエトロ・デッラ・ヴァッレ (en:Pietro della Valle) が、メンフィスのサッカラを発掘した。このときに出土したミイラ肖像画が、西洋社会に紹介された最初の肖像画である。このときにヴァッレがヨーロッパへ送った数体のミイラとミイラ肖像画は、現在ドレスデン美術館のアルベルティヌム (en:Albertinum) に所蔵されている。

### 19世紀の収集家

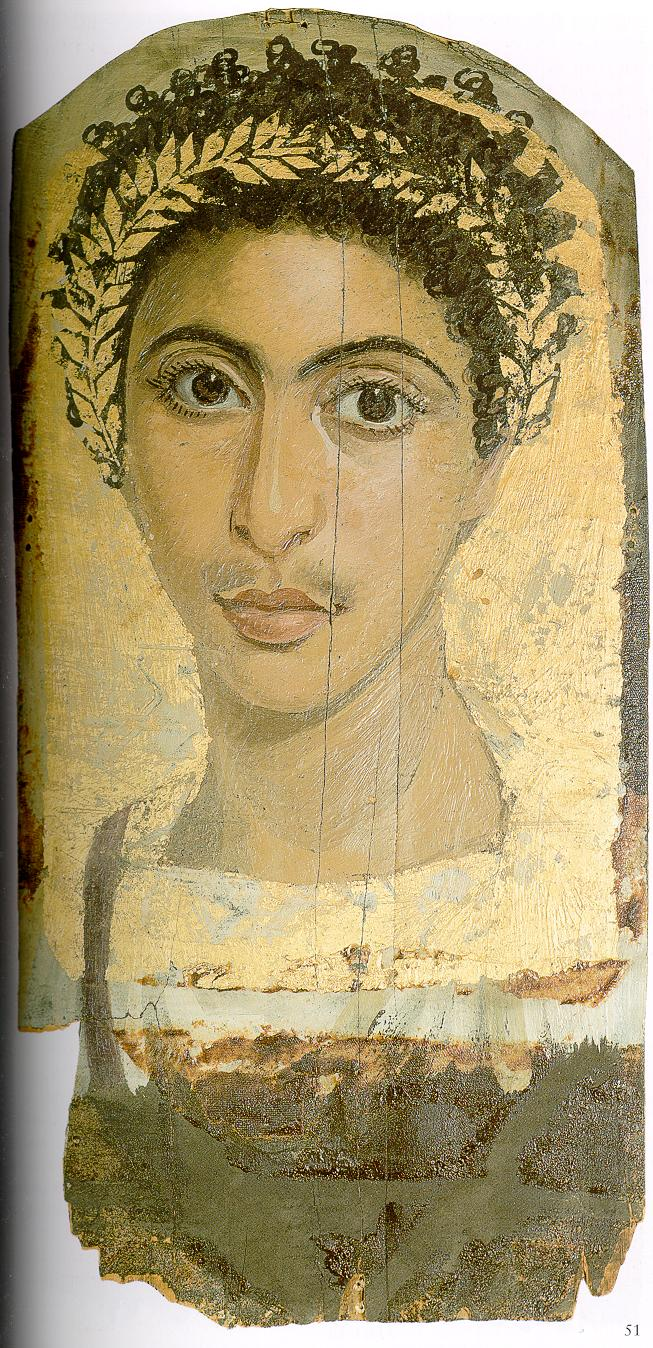
フランス人考古学者アルベール・ゲイエがアンティノポリスから発掘したミイラ肖像画。多くの金箔が使用されているこのミイラ肖像画は、1905年/1906年の冬に発掘され、1907年にベルリンで売却された。現在はベルリンエジプト博物館に所蔵されている。

古代エジプトに対するヨーロッパからの興味は増大していたが、19世紀初頭になるまで、ヴァッレの発掘以降に発見されたミイラ肖像画がヨーロッパの人々に知られることはなかった。ヴァッレ以降に発見された最初のミイラ肖像画の記録は残っていないが、おそらくはサッカラかテーベからの出土品ではないかと考えられている。1820年にミノツリ男爵がドイツ人収集家のために数点のミイラ肖像画を購入しているが、輸送中の船が遭難し、他のエジプト古美術品とともに北海で失われてしまった。1827年にレオン・ド・ラボルデという人物が、二点のミイラ肖像画を購入した。おそらくメンフィスからヨーロッパへ持ち込まれたと考えられているこれらの肖像画は、現在ルーヴル美術館と大英博物館にそれぞれ所蔵されている。ジャン＝フランソワ・シャンポリオンが、1828年から1829年に行ったエジプト調査旅行の一員だったイタリア人エジプト考古学者イッポリト・ロッセリーニ (en:Ippolito Rosellini) は、このときの発掘で出土したミイラ肖像画をフィレンツェへと持ち帰っている。ロッセリーニのミイラ肖像画はド・ラボルデの肖像画と作風がよく似ていたことから、どちらのミイラ肖像画も同じ遺跡から発掘されたと考えられている。1820年代に、イギリスのエジプト総領事でエジプト考古学者でもあったヘンリー・ソルト (Henry Salt) が、パリとロンドンに数点のミイラ肖像画を送った。これらのミイラ肖像画のうち何点かは、テーベのアルコンだったポッリオ・ソテルの家族の肖像画だと長らく考えられていたが、後にこの説は否定されている。
1820年代以降、数十年間にわたってミイラ肖像画は忘れられていたが、1887年にダニエル・マリー・フーケが、多数のミイラ肖像画が出土したという噂を耳にした。数日後にフーケは調査団を組織し現地に赴いたが、フーケが到着した三日前の寒い夜に、暖をとるための薪として発掘者が出土した15点のミイラ肖像画の多くを火にくべてしまった後だった。フーケは残った2点のミイラ肖像画を購入した。これらのミイラ肖像画の出土場所ははっきりとしていないが、ファイユームのエル＝ルバイヤートではないかともいわれている。その後ウィーンの美術商テオドール・グラフが、フーケと同じ場所で数点のミイラ肖像画を発見し、高値で売り払おうと考えた。このためグラフは、ライプツィヒを拠点に活動していた著名なエジプト考古学者ゲオルク・エーベルスに、自身が入手したミイラ肖像画に関する論文制作を依頼している。また、グラフは自身のミイラ肖像画を宣伝するパンフレットを書き、ヨーロッパ中に送った。グラフが所有するミイラ肖像画の考古学的背景はほとんど判明していなかったにもかかわらず、グラフは古代貨幣などに描かれていた肖像との類似性が見られるとして、自身のミイラ肖像画がプトレマイオス朝のファラオのものであると主張した。このグラフの主張はほとんど支持されることはなかったが、世間の注目を集めることには成功し、ルドルフ・ルートヴィヒ・カール・ウィルヒョーのような著名な学者からの支援を受けることができた。これらの出来事を通じて、ミイラ肖像画そのものが大きな関心を呼ぶこととなった。19世紀終わりには、ミイラ肖像画が持つ独特の美しさが評価されはじめ、世界的な美術市場で人気を呼んで取引されるようになっていった。

### フリンダーズ・ピートリーの考古学的研究
考古学的な観点からも、ミイラ肖像画の研究は進められていった。1887年に、イギリスのエジプト考古学者フリンダーズ・ピートリーが、ハワーラ (en:Hawara) で発掘調査を開始した。ピートリーはローマ時代の共同墓地（ネクロポリス）を発掘し、発掘調査初年度に81点のミイラ肖像画を発見した。これらのミイラ肖像画は、ロンドンで公開されて大きな評判となっている。ピートリーは翌年も同じ場所で発掘調査を進めたが、ドイツの調査隊や現地エジプトの美術商との駆け引きに悩まされるようになった。その後もピートリーは発掘調査を続け、イギリスに帰国した1911年の冬までに、さらに70点のミイラ肖像画を発掘したが、保存状態が極めて悪い作品も含まれていた。ミイラ肖像画に関しては、ピートリーの研究がほぼ唯一のものであり、ピートリー以外に、正規の段階を踏んだ学術発掘調査と正しい論文として発表された学術的研究は、ごくわずかな例外を除いて存在していない。現在のエジプト考古学界ではピートリーの学説が全面的に採用されているとは言えないが、それでもなおミイラ肖像画を語る上では、ピートリーの研究がもっとも重要な情報源となっている。

### 19世紀後半から20世紀

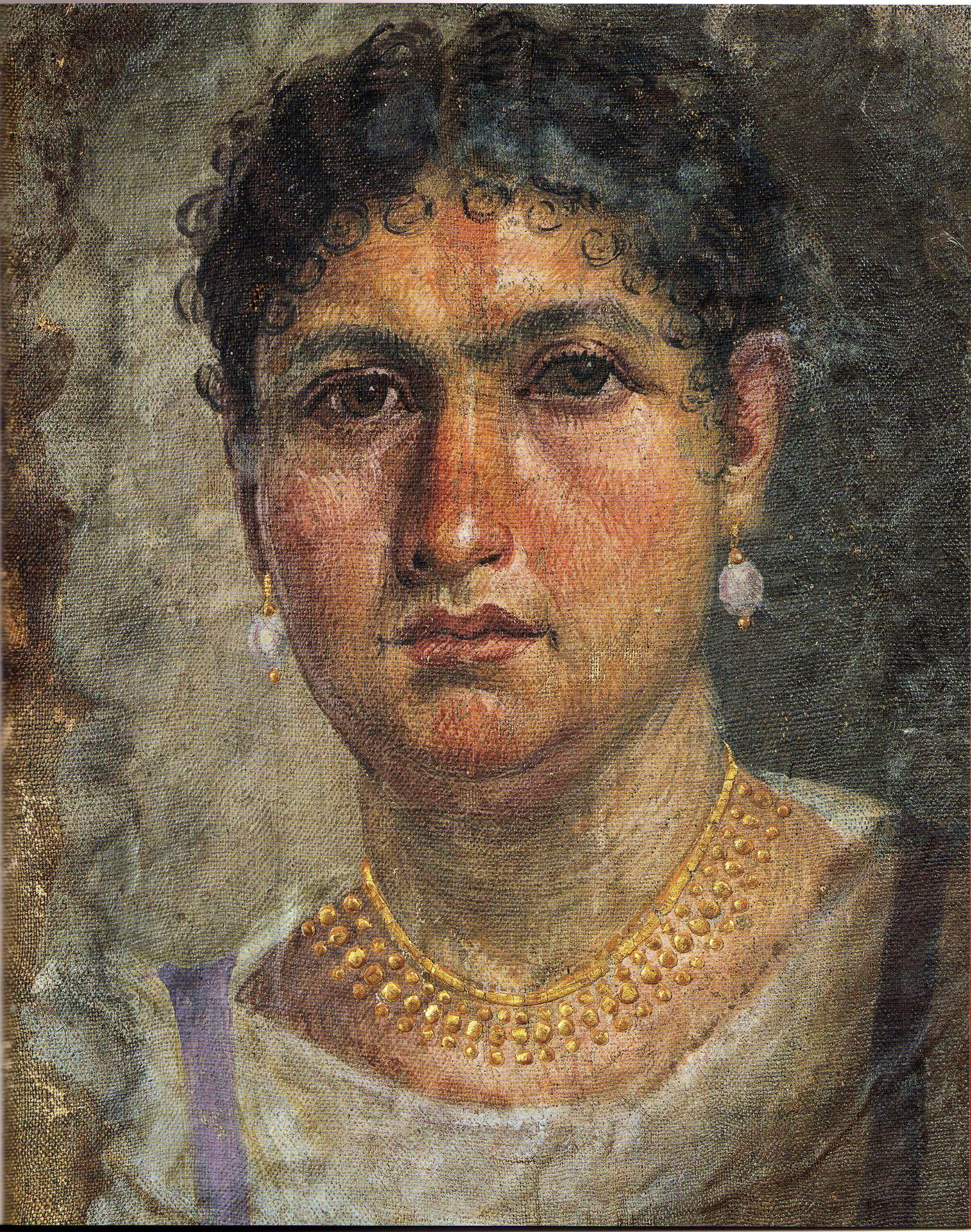
ベルリンのエジプト博物館が所蔵する、アリーンの墓から出土したミイラ肖像画。アリーンの墓からは、母親アリーンと二人の娘のミイラ肖像画が発見された。

1892年に、ドイツの考古学者リヒャルド・フォン・カウフマンが、通称「アリーンの墓 (en:Tomb of Aline)」と呼ばれる遺跡から、現在でも非常に有名な3点のミイラ肖像画を発掘した。ほかに現在でも有名なミイラ肖像画が、アンティノポリス (en:Antinopolis) や、アフミーム (en:Akhmim) などからも出土している。フランス人考古学者アルベール・ゲイエがアンティノポリスで発掘調査を行ったときに、多くの関連資料と思われる出土品を発見した。しかしながら、ゲイエの調査は同時代の考古学者たちと同じく、現代の基準を満たしたものではなかった。ゲイエの研究は未完成であり、ゲイエが発見した出土品には学術的裏付けが存在しないままとなっている。

### 博物館
現在、ミイラ肖像画は世界各国の主要な古代博物館に所蔵されている。多くの博物館（美術館）で、ファイユームで出土したミイラ肖像画を優れた美術品と見なしており、大英博物館、スコットランド博物館、メトロポリタン美術館、ルーヴル美術館などにファイユームのミイラ肖像画が展示されている。ほとんどのミイラ肖像画が、学術的に不適切な手法で発掘されたために考古学的な背景や裏付けを持っておらず、ミイラ肖像画の考古学的な価値や、当時の文化、歴史を物語る資料としての位置づけは低いままとなっている。そして、ミイラ肖像画の重要性や、解釈などについては大きな論争となっているのが現状である。

## 素材と技法

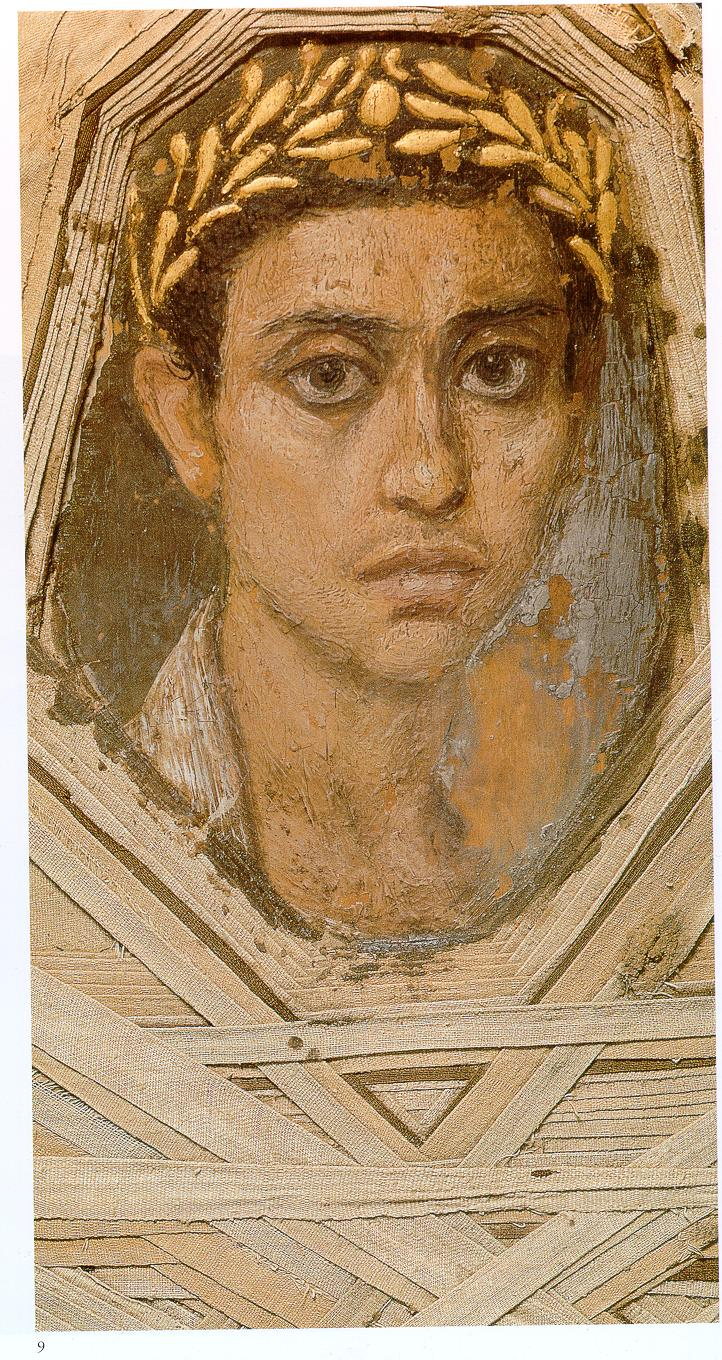
メトロポリタン美術館で、出土したミイラとともに展示されているミイラ肖像画。フリンダーズ・ピートリーが1911年に発掘したもので、ミイラに巻きつけられた帯状の布でミイラ肖像画が固定されている。

ミイラ肖像画の多くが、一人の人物を描いたもので、わずかに斜めを向いた、ほぼ正面の構図となっている。胸から上の人物像が描かれており、背景はモノクロームが多いが、なかには装飾された背景を持つミイラ肖像画も存在する。男性肖像も女性肖像もあり、年齢も子供から老人まで様々な作品が残っている。

### 支持体
現存するミイラ肖像画の多くが木の板に描かれた板絵で、オーク、ライム (en:Tilia)、プラタナス、ヒマラヤスギ、イトスギ、イチジク、シトラスなど、輸入された様々な硬木が使用された。木材から薄い長方形の板に切り出されたもので、その表面はなめらかに磨かれている。完成したミイラ肖像画は埋葬者の頭部に置かれ、ミイラの表面を覆う帯状の布で固定されていた。このことによって、埋葬者の生前の顔を窓越しに見ているかのような効果を与えている。また、埋葬者の肖像画は板だけではなく、ミイラを覆う布に直接描かれることもあった (en:Cartonnage)。

### 絵画技法
支持体に使用されている板には石膏が下塗りされていることもあり、この石膏層から下絵が見つかっているミイラ肖像画も存在している。ミイラ肖像画の制作には、蜜蝋を用いたエンカウスティークと、鶏卵を用いたテンペラの二つの技法が採用されている。エンカウスティークで描かれたミイラ肖像画の方が鮮やかで豊かな色彩が見られ、大きな筆致が印象派の作品のような効果をもたらしている。一方、テンペラで描かれたミイラ肖像画は、色調の濃淡表現や淡い色の表現に優れており、抑制された印象となっている。宝飾や花輪部分の表現に金箔が使用されている作品もある。エンカウスティークとテンペラ両方の技法で描かれた作品や、エンカウスティークとテンペラを発展させた技法で描かれている作品も現存している。
ファイユームで出土したミイラ肖像画から、作者たちの芸術的技能や人物描写の絵画的技量が多岐にわたっていたことがうかがえる。肖像画に見られる自然主義表現から、当時の芸術家に解剖学的知識があったことと、光と陰を描きだして人物像に三次元的な効果を与える技法を持っていたことが分かる。肌の表現は一定方向からの光源がもたらす陰影で色調がつけられている。

## 社会的な背景

### ファイユームの住民
ギリシア・ローマ属州時代のエジプトは、ギリシアからの入植者も受け入れていた。ほとんどがアレクサンドリアへの入植者だったが、700万から1,000万程度のエジプト人とともに、アレクサンドリア以外の都市に住むことを選択した入植者も存在した。プトレマイオス朝のファラオたちが再開発した都市であるファイユームに入植した最初期のギリシア人は、退役軍人や軍高官たちである。ファイユームには、ナイル川デルタ地帯、上エジプト、オクシリンコス、メンフィスなどから、再開発に関係する仕事を求めてエジプト各地から移住してきたエジプト人もいたことが、パピルスに記された当時の記録などから判明している。プトレマイオス朝時代のファイユーム住民のうち、およそ30パーセントがギリシア人で、残りの70パーセントがエジプト人だった。ギリシア・ローマ属州時代のファイユームでは「ギリシア人」の割合がさらに高まっており、ギリシア化したエジプト人や、エジプト人とギリシア人の混血を先祖に持つ人々も多かった。
当時のエジプトはギリシアの影響を受けていたと考えられており、ファイユームで制作されたミイラ肖像画にも、人口の大多数を占めるエジプト人の文化と、少数のギリシア人上流階級層の文化とが融合している。スーザン・ウォーカーは、初期プトレマイオス朝時代にファイユームに入植したギリシア人たちが、当地のエジプト人女性と結婚してエジプトの宗教観に馴染んでいった。そしてギリシア・ローマ属州時代のファイユームに居住していたその子孫たちは、自身ではギリシア人と考えていたが、ローマの支配階級からはエジプト人と同一視されていたとしている。ギリシア・ローマ属州時代のファイユームの遺跡から出土したミイラの歯列形状は、ギリシア人が入植したころのプトレマイオス朝のファイユーム住民の歯列形状と比較すると、ギリシア人よりも古代エジプト人により近いものとなっている。

### 制作年代

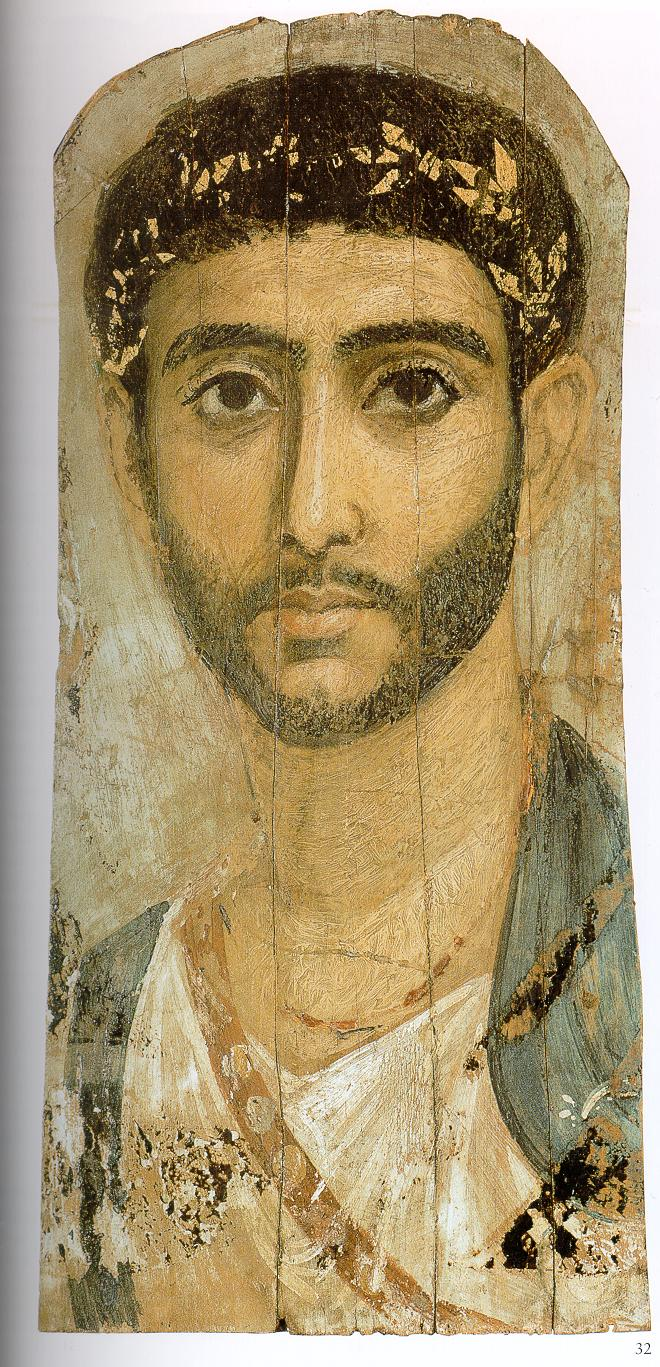
大英博物館が所蔵する、剣帯を着けた男性の肖像画。

ミイラ肖像画に描かれている人物は、若くして死去したと思われる者が多く、子供も多く描かれている。スーザン・ウォーカーは2000年の著作で「コンピュータ断層撮影によって、実際のミイラの没年齢と性別が明らかにされ、添えられているミイラ肖像画との関係性がはっきりとした」としている。ウォーカーは、ミイラの年齢分布から、当時の平均寿命が短かったと結論付けた。エンカウスティークで描かれたミイラ肖像画は生前に描かれたもので、ギリシアの伝統的な風習のように家に飾られていたのではないかと考えられていた。しかしながら、ミイラのコンピュータ断層撮影によるウォーカーの指摘以降、この説は広く支持されてはいない。さらに、ミイラの肖像画の中には棺、埋葬布などに直接描かれたものも存在している。

### 社会的地位
ミイラ肖像画の制作依頼者は、軍人、公務員、高位神官などの裕福な上流階級だったと考えられている。ミイラ肖像画が添えられることなく埋葬されているミイラも数多い。フリンダーズ・ピートリーは自身が発見したミイラのうち、ミイラ肖像画とともに葬られていたものは、1、2パーセントにすぎなかったとしている。ミイラ肖像画の制作にどれほどの金額がかかったのかは不明だが、使用されている素材からかなり高額だったことが推測される。古代美術における画家たちは、芸術家というよりも熟練した職人といえる存在だった。アリーンの墓からは、アリーン夫妻と二人の子供の、合計四体のミイラが発見されている。この四体のうち、アリーンの夫のみミイラ肖像画が添えられておらず、金箔で細工された立体的なマスクとともに埋葬されていた。
死者の肖像を描くという風習の起源が、エジプトにあるのか、ギリシア、ローマにあるのか、あるいは全く民族の風習だったのかは判明していない。ミイラ肖像画とともに埋葬されていたミイラのなかには墓碑銘などが残されているものもあり、生前の名前が判明しているミイラも存在している。それらの名前から判断すると、エジプト、ギリシア、ローマに起源を持つ人物が、ミイラ肖像画とともに埋葬されている。ミイラ肖像画に描かれている人物の髪形や衣服は、ローマの風俗に影響を受けている。女性と子供は高価な装飾品と美しい衣服とともに描かれていることが多く、男性は細部にわたるまで精緻な衣服を身につけて描かれていることが多い。墓碑銘から読み取れるギリシア風の名前には、当時のギリシアではよくあった姓が多く、なかには著名な一族の姓も散見される。ただし、墓碑銘に記された内容が真実なのか、願望交じりの虚偽なのかは分かっていない。墓碑銘に、故人が船舶に関する専門知識を持っていたと記されたものがある。ヘルミオネという名前の女性が記されたこの墓碑銘には、故人が「語学に秀でた人物（γραμματική）」だったという文言もある。この墓碑銘のために、埋葬されている女性は専門知識を有する教育者だったと長い間考えられており、発掘者のピートリーも、ケンブリッジ大学で最初に創設された全寮制の女子カレッジであるガートン・カレッジに、このヘルミオネのミイラ肖像画を寄贈している。しかしながら現在では、ヘルミオネの語学力に関する墓碑銘は、教育者だったことを意味しているのではなく、ヘルミオネが受けた教育のレベルを意味しているとされている。男性のミイラ肖像画には、肩から吊り下げるタイプの剣帯や剣そのものが描かれたものがあり、これらの男性たちはローマの軍人だったのではないかと考えられている。

## 文化・歴史的背景

### 葬送習慣の変化
プトレマイオス朝時代のエジプト人の葬送習慣は、古代エジプト以来の伝統的葬送習慣とほぼ同じだった。上流階級層の死者はミイラ化され、頭部をマスクで覆われて、装飾のついた棺に葬られた。これに対し、エジプトへと移住してきた当時のギリシア人たちの葬送習慣は、ギリシア風のものだった。アレクサンドリアなどの都市に、ギリシアの伝統的葬送習慣である火葬の痕跡が残されている。アレクサンドロス大王が地中海東岸を支配下に置いた紀元前4世紀以降、極めて徐々にではあるがエジプト人たちはギリシアのヘレニズム文化に関心を示し始めていた。その後、ローマが属州としてエジプトを支配するようになると、数世代を経てエジプト人の生活習慣は、それまでのものから一変することになる。カラニス (en:Karanis) やオクシリンコスなどの都市は、ほとんどギリシア・ローマ様式といえる都市に生まれ変わっていった。新たにエジプトの支配者となった異人種ローマ人たちが、多数エジプトへと流入していったことの原因があるのは明らかだった。

### 宗教的背景
宗教だけは、伝統的なエジプト文化が残された分野だった。2世紀終わりまで、エジプト寺院が建設されていたことが分かっている。ただし、葬送習慣はエジプト文化とヘレニズム文化が混交したものとなっていった。死者が納められる棺の使用は次第に廃れた風習となり、2世紀には全く使用されなくなった。これとは対照的に、死者をミイラ化する風習は依然として各地で行われていた。ミイラにマスクを被せる風習自体はエジプト起源のものだったが、マスクの作風はギリシア・ローマ文化の影響を強く受けていき、エジプト文化の作風で制作されることは稀になっていった。そして、ギリシア・ローマの作風で描かれたミイラ肖像画が、エジプトの一般的な葬送習慣に入り込んで行ったのである。

### ローマの風習との関連性
死者の肖像画という風習について、ローマの貴族階級層が、先祖の顔を象ったマスクを邸宅に飾っていたことと、何らかの関連性があると指摘している研究者もいる。ローマでは葬送の式次第中に、ロウで制作されたこれら祖先のマスクを「嘆き人（他者の葬送に参列して、嘆き悲しむ様子を見せることを職業とする人々）」が被り、葬送者が優れた家系の人物だったことを誇示する風習があった。日々の宗教的儀式と同様に、パレンタリア (en:Parentalia) などの公式な宗教的祭典でも、祖先の霊を偲ぶ式典があった。ミイラ肖像画の発展は、エジプトがローマの属州となった時期と一致しており、エジプトとローマの伝統的な葬送式が融合した結果と考えられる。

### いつ描かれた肖像画か
ミイラ肖像画には、男性、女性、子供の頭部あるいは胸から上の肖像が描かれている。制作年度は紀元前30年ごろから3世紀にかけてだといわれている。ミイラ肖像画は、家に飾る目的で生前に制作され、モデルとなった人物の死後にともに埋葬されたものであると、長い間考えられていた。しかしながら現代ではモデルとなっている人物の死後に描かれたものではないかとされており、生前に描かれたものとは考えにくい肖像画も発見されている。個々のミイラ肖像画は個性豊かに描かれてはいるが、全体的な構成としてはほとんど変化がない。死者の似姿を何らかの形で残すという風習は珍しいものではないが、死者に合葬するミイラ肖像画は、それまでの死者に似せたマスクを被せて埋葬するというエジプトの風習を徐々に駆逐していった。ただし、死者にマスクを被せて埋葬する風習が完全になくなったわけではなく、同じ墓からマスクを被ったミイラとミイラ肖像画が発見された例も存在する。

## その他の葬送風習との共存
ミイラ肖像画が持つ宗教的意義は解明されておらず、葬送儀式との関係性も明らかになってはいない。もともとエジプトの葬送儀式から派生した風習であり、エジプトの支配者が変遷したことによって、複数の文化が融合した結果ではないかという説もある。ミイラ肖像画の伝統はナイル川デルタ地帯からヌビアへと広まっていったが、ファイユームやアンティノポリスといった一部の例外を除いて、それほどさかんな風習とはならなかった。エジプトの諸都市では、様々な葬送風習が混在していた。どの都市でも、墓の大きさは死者の財産や地位に比例して大きくなる傾向にあったが、それぞれの都市の風習に応じて変化があった。ミイラ肖像画は、岩を穿って作られた簡素な墓からも、複雑な構成で建てられた墓の石窟からも出土している。花瓶に活けられた花や花束といった一部の例外を除いて、ミイラ肖像画は他の副葬品とはほとんど関連性がないと考えられている。

## ミイラ肖像画の終焉

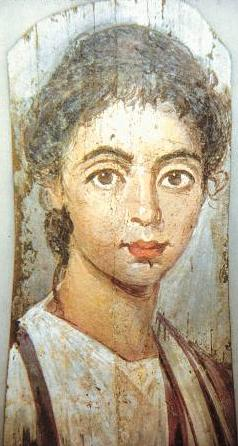
ベルリン美術館が所蔵する、青年が描かれた3世紀初頭のミイラ肖像画。

ミイラ肖像画の風習は4世紀終わりまで続いたと考えられていたが、近年の研究では3世紀半ばには廃れていたのではないかと考えられている。すでに3世紀初めの時点で、ミイラ肖像画がほとんど制作されていなかったという説が支配的となっている。また、ミイラ肖像画が衰退した理由として、以下のような説が考えられている。
- 深刻な経済不況で3世紀にローマ帝国全体が衰退し、上流階級層も経済的苦境に陥った。大衆の歓心を得るために、大衆の目に直接触れる娯楽に出資することは惜しまなかったが、埋葬してしまう肖像画の制作には金を出さなくなっていった。ただし、豪奢な棺であるサルコファガスは、3世紀以降も制作されている。
- 3世紀に大きな宗教論争があった。ただし、4世紀までミイラ肖像画が制作されていた時代に唱えられていた、キリスト教の普及とミイラ肖像画の衰退に密接な関係があるとはいえない。キリスト教は死者をミイラ化して埋葬することを禁じてはいなかった。ローマ帝国属州時代に放棄されて省みられなくなったエジプト寺院が増加し、古代から続く宗教儀式への関心が失われた。
- 212年に発布されたアントニヌス勅令によって、帝国の全自由市民にローマ市民権が与えられ、エジプトの社会構成にも大きな変革があった。それぞれの都市は自治権を獲得し、ミイラ肖像画の依頼主たる上流階級層の構成や血縁関係も従来のものとは異なっていった。

このような様々な理由が積み重なって、当時の風習や儀式に変化がもたらされたと考えられているが、それぞれの因果関係が明らかになっているわけではない。ミイラ肖像画についてあまり研究が進んでいないことを考慮すると、今後の発見、研究次第で学説が大きく変わる可能性がある。たとえば、ミイラ肖像画の中心的な生産地や、ミイラ肖像画を合葬する風習の中心地を突き止めようとする研究などが進んでおり、アレクサンドリアがそれらの中心地なのではないかとする研究者もいる。マリナ・エル＝アラメインでの新たに発見が、この説を裏付ける強力な論拠となる可能性がある。現存する古代ギリシア・ローマの絵画作品がほぼ皆無ななか、ミイラ肖像画は古代の美術を現在に伝える極めて希少な作品群であり、影響を受けたであろう古代ローマの「偉大な絵画」も垣間見せる存在といえる。

## ローマ時代の服飾を伝えるミイラ肖像画

### 当時の服飾

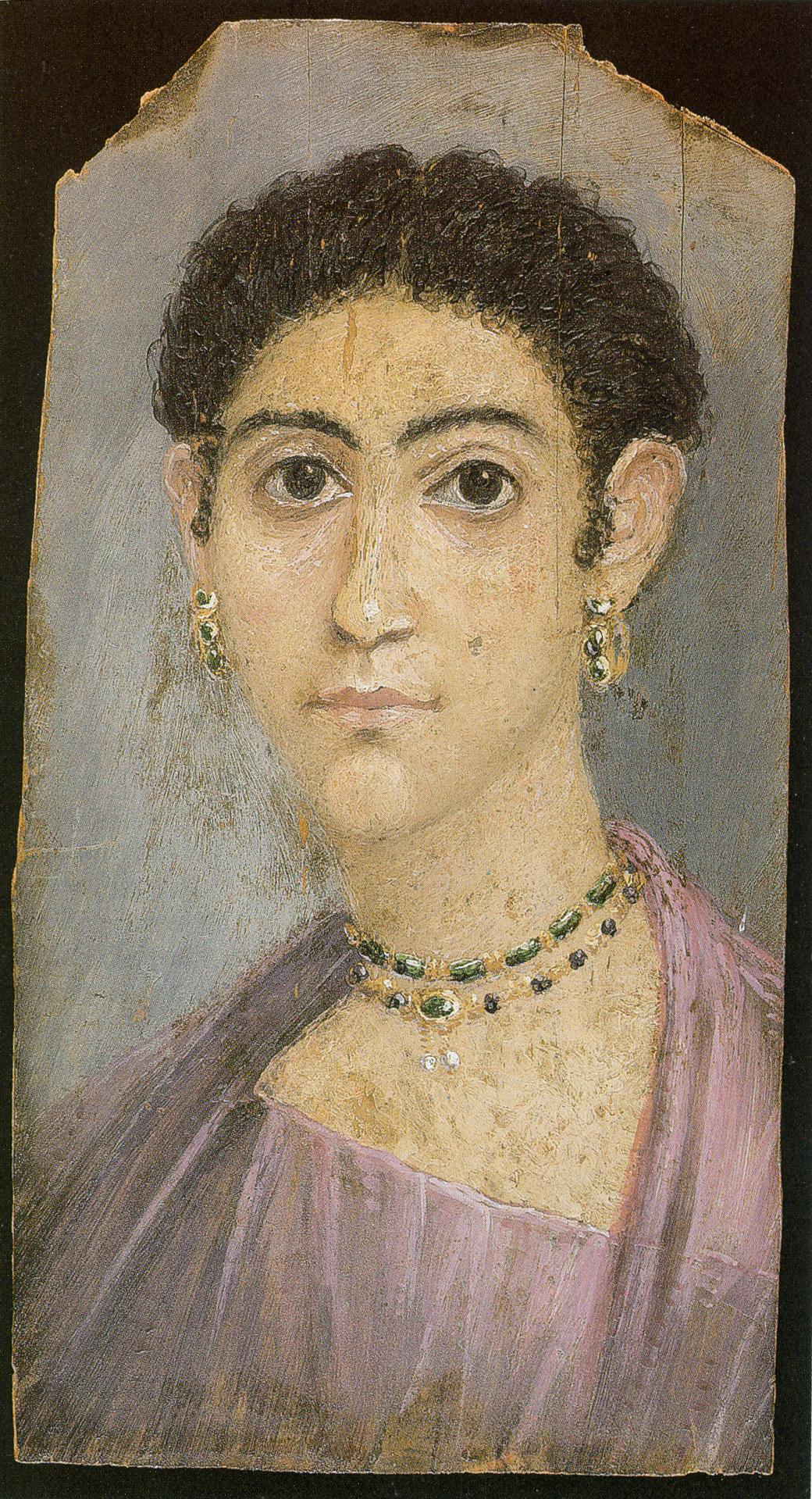
小さな巻き毛の女性を描いたミイラ肖像画。紫のキトンと上着を着用し、ペンダントとイアリングを身につけている。大英博物館所蔵。

ミイラ肖像画にはさまざまな髪形をした人物像が描かれている。この髪型からも、それぞれのミイラ肖像画の制作年度を推測することができる。これは、埋葬者の多くが当時流行していた髪形で描かれているためである。同時期に制作された彫刻作品とも、ほぼ同じ髪型となっていることが多い。ローマ帝国のプロパガンダの一環として、とくに皇帝の家族をモチーフとした彫刻作品は帝国中に飾られることがあった。このような上流階級層の彫刻は、諸都市の服飾の流行にも直接の影響を与えた。とはいえ、ミイラ肖像画などの出土品から、流行の移り変わりが激しい帝国の中心地よりも、地方都市の流行は長く続く傾向にあり、複数の流行が共存してることも多かったと考えられている。

### 髪型
古代ローマの男性は概して短髪の巻き毛を好んだ。女性の髪形は流行によって様々である。第2代皇帝ティベリウスの時代には単に真ん中から分けただけの髪型だったのが、次第に手の込んだ髪型へと変わっていった。1世紀後半には編んだ髪を複雑に結い上げた髪形や、鬘の着用も見られるようになった。第15代皇帝アントニヌス・ピウスの時代には、小さな楕円形に編み上げた髪形が流行し、2世紀半ばには真ん中から分けた髪を首筋で結ぶ髪型が流行した。セプティミウス・セウェルスの時代には、かつらのような柔らかい印象の髪型が流行し、その後には長い髪を巻き上げて宝冠のように見える髪形が流行した。後者の髪型が流行した時期はミイラ肖像画の最終焉期にあたる。ミイラ肖像画からは、当時のエジプトでは巻き毛の髪型が流行していたことがうかがえる。

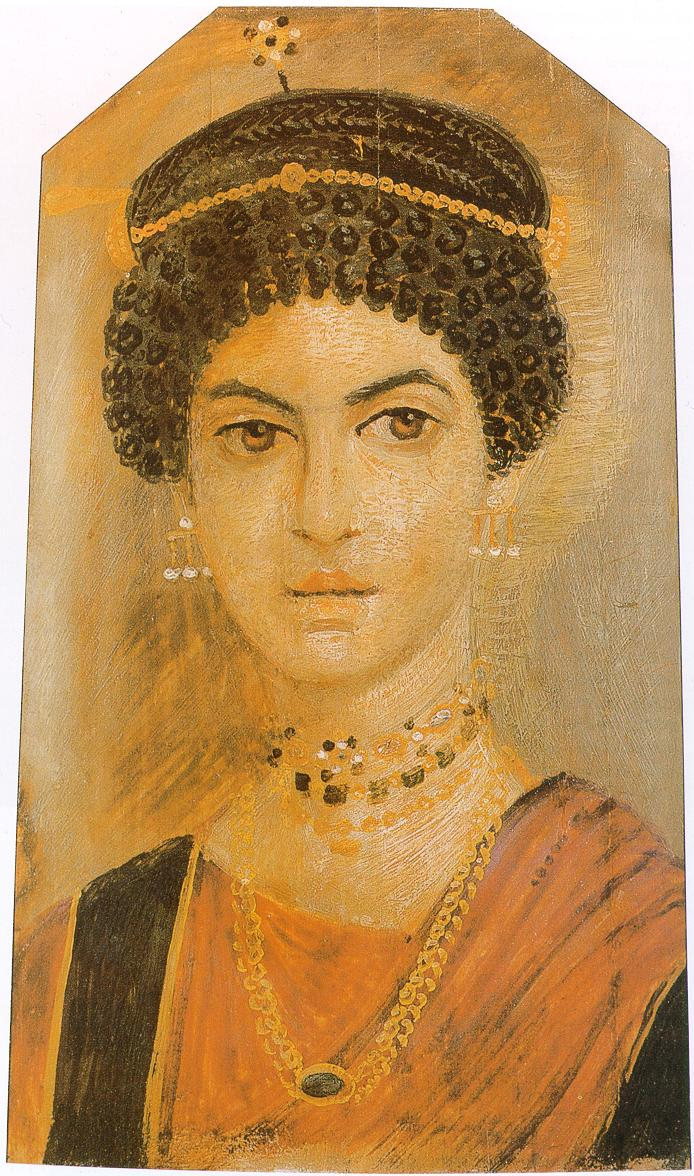
小さな巻き毛と宝冠状に巻き上げた髪型の女性を描いたミイラ肖像画。黒い肩帯のついたオレンジのキトンと、バーから真珠が吊り下げられたイアリング、金と宝石で装飾されたチョーカーとネックレス、金鎖の髪飾りを着用している。

### 衣服
髪型と同様に、彫刻や胸像、ミイラ肖像画から当時のローマ帝国で流行していた衣服が分かる。男性も女性もキトンを肌着として着用し、キトンの上からヒマティオンなどの上着を重ねて、肩にまわすか、螺旋状に身体に巻きつけて着用することが多かった。男性の衣服はほとんどが白一色で、女性の衣服は赤、ピンクが多かったが、黄、白、青、紫などの色が使用されている。キトンには太い縞の装飾がほどこされていることがあり、薄赤、薄緑、金なども見られるが、多くの場合は濃色の縞となっている。間違いなくローマ市民を象徴するトガが描かれているミイラ肖像画もある。ただし、1世紀から2世紀初頭に制作された芸術作品に表現されたキトンとトガは非常によく似ていて判別が難しい。2世紀後半から3世紀になると、はっきりと識別できるような芸術作品が制作されるようになるが、ミイラ肖像画の制作はこの頃には下火となっていた。

### 宝飾品
ごくわずかな例外を除き、女性の肖像のみに宝飾品が描かれている。描かれている宝飾品は、古代ギリシア・ローマでよく見られたものとほぼ合致する。とくにアンティノポリスから出土した女性のミイラ肖像画には、シンプルな金鎖と大振りな金環が描かれていることが多い。エメラルド、カーネリアン、ガーネット、メノウ、アメジスト、そして稀ではあるが真珠などの、円筒形あるいは球形に加工された宝石、半貴石も描かれている。金と宝石で装飾されたチョーカーを身につけて描かれたミイラ肖像画も存在する。
イアリングには、3つの基本形がある。もっとも多いのが、1世紀に制作されたミイラ肖像画に描かれている、円形または涙滴形の飾りがあるイアリングである。この後に好んで描かれているのがS字型の金のワイヤに様々な色、素材のビーズが吊り下げられているイアリングである。最後の基本形のイアリングといえるのが、2本から4本のバーが上下につながれて、最下部のバーから貴石や真珠が吊り下げられているものである。その他に描かれている宝飾品として、真珠などで装飾された金のヘアピン、帯状の髪飾り (en:diadem (personal wear))、金のヘアネットなどがある。また、多くの女性のミイラ肖像画に、アミュレット、ペンダントなどの、おそらくは魔除けに用いられていた装飾品が描かれている。

## 美術史上の位置づけ

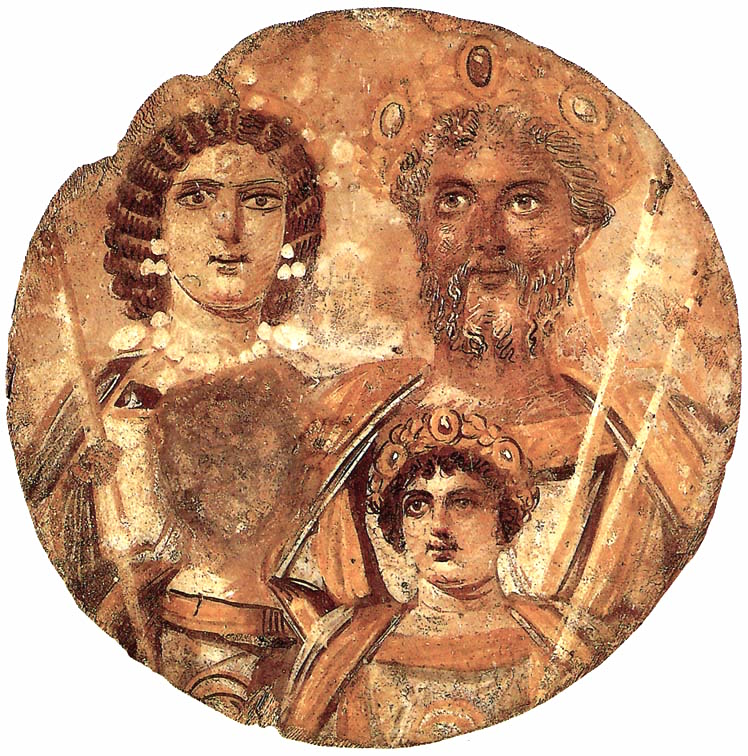
ローマ皇帝セプティミウス・セウェルス一家を描いた、円形画。ベルリン美術館所蔵

ミイラ肖像画は、美術史上でも非常に重要な地位を占めている。古代世界でも壁画よりも板絵の方が高く評価されていたことを裏付ける証跡が残っているが、現存する古代の板絵は極めて少ない。この現存する希少な古代の板絵のひとつがミイラ肖像画であり、地方的とはいえ、当時の作風を現代に伝えていると考えられている。ミイラ肖像画と並ぶ現存する希少な板絵に、200年ごろにエジプトで制作された、ローマ皇帝セプティミウス・セウェルス一家を描いた『セウェルスの円形画 (en:Severan Tondo)』がある。この作品もミイラ肖像画と同じく、当時の作風を現代に伝えているとされている。ミイラ肖像画は、とくに遠近表現や表情表現が後世のイコンとよく似ている部分がある。両者には直接の関連性があるのではないかともされているが、ミイラ肖像画は膨大な古代ギリシア・ローマの伝統のごく一部に過ぎず、後世の古代末期芸術やビザンチン芸術には、これら古代ギリシア・ローマの芸術すべてが影響を与えたと考えるのが自然である。セラピスとイシスが描かれた一対のイコンが、ロサンゼルスのJ・ポール・ゲティ美術館に所蔵されている。紀元前からローマで信仰されていたミトラ教の美術品と同じく、宗教的美術品の最初期の例は彫刻や壷絵だが、3世紀ごろから制作されたレリーフや絵画作品も発見されている。

## ギャラリー
- ファイユームで出土した、青年のミイラ肖像画。ミュンヘン古代博物館所蔵。
- ファイユームで出土したミイラ肖像画。ワルシャワ国立美術館所蔵。
- 女性のミイラ肖像画。フィレンツェ国立考古学博物館所蔵。
- 植物を持つ男性のミイラ肖像画。ディジョン美術館所蔵。
- 女性のミイラ肖像画。ルーヴル美術館所蔵。
- 襟の銘文からエウテュケスという名前だと判明している少年のミイラ肖像画。メトロポリタン美術館所蔵。
- 男性のミイラ肖像画。メトロポリタン美術館所蔵。
- 男性のミイラ肖像画。スコットランド博物館所蔵。
- 少女のミイラ肖像画。

## 関連文献
- 岩山三郎『古代の没落と美術―ミイラ肖像画とその時代』美術出版社、1973年。ISBN 4568270731。
- 岩山三郎「ミイラ肖像画と近代絵画」『美學』第24巻、第4号、43-58頁、1974年3月30日。
- 岩山三郎「ミイラ肖像画と近代絵画（完）」『美學』第25巻、第1号、41-60頁、1974年6月30日。